# 호알르현
호알르현(베트남어: Huyện Hoa Lư / 縣華閭)은 베트남 홍강 삼각주의 닌빈성에 위치했던 현이다. 호알르현은 10개의 행정 구역이 있었으며, 2003년을 기준으로 인구는 66,932명, 호알르현의 면적은 103km2였다. 호알르현의 현도는 티엔똔에 있었다. 2025년 1월 1일을 기해 닌빈시와 호알르현이 호알르시로 통합되었다.

## 행정 구역
호알르현은 1개의 시진(市鎭)과 10개의 사(社)로 이루어져 있었다.

### 시진
- 티엔똔 시진 (Thiên Tôn / 天尊市鎭)

### 사
- 닌안 사 (Ninh An / 寧安社)
- 닌장 사 (Ninh Giang / 寧江社)
- 닌하이 사 (Ninh Hải / 寧海社)
- 닌호아 사 (Ninh Hòa / 寧和社)
- 닌캉 사 (Ninh Khang / 寧康社)
- 닌미 사 (Ninh Mỹ / 寧美社)
- 닌타인 사 (Ninh Thắng / 寧勝社)
- 닌번 사 (Ninh Vân / 寧雲社)
- 닌쑤언 사 (Ninh Xuân / 寧春社)
- 쯔엉옌 사 (Trường Yên / 長安社)

## 관광
- 고도 호알르

- 땀꼭-빅동
- 땀꼭-빅동
- 고도 호알르